# Liste der Bodendenkmäler in Schweitenkirchen
Auf dieser Seite sind die Bodendenkmäler in der oberbayerischen Gemeinde Schweitenkirchen zusammengestellt. Diese Tabelle ist eine Teilliste der Liste der Bodendenkmäler in Bayern. Grundlage ist die Bayerische Denkmalliste, die auf Basis des Bayerischen Denkmalschutzgesetzes vom 1. Oktober 1973 erstmals erstellt wurde und seither durch das Bayerische Landesamt für Denkmalpflege geführt wird. Die folgenden Angaben ersetzen nicht die rechtsverbindliche Auskunft der Denkmalschutzbehörde.

## Bodendenkmäler der Gemeinde

### Bodendenkmäler in der Gemarkung Aufham
| Lage                                    | Objekt | Akten-Nr.     | Bild                                          |
| --------------------------------------- | --- | ------------- | --------------------------------------------- |
| Aufham Otterbachstraße 11 (Standort)    | Mittelalterliche und frühneuzeitliche Befunde im Bereich der Katholischen Filialkirche St. Nikolaus in Aufham.                                                                                               | D-1-7535-0061 | Mittelalterliche und frühneuzeitliche Befunde |
| Aufham Sankt-Josef-Straße 25 (Standort) | Mittelalterliche und frühneuzeitliche Befunde im Bereich der Katholischen Pfarrkirche St. Joseph in Güntersdorf. Siehe auch: Güntersdorf (Schweitenkirchen)                                                  | D-1-7535-0095 | Mittelalterliche und frühneuzeitliche Befunde |
| Aufham (Standort)                       | Mittelalterliche und frühneuzeitliche Befunde im Bereich der Katholischen Filialkirche St. Peter und Paul in Ampertshausen. Siehe auch: St. Peter und Paul (Ampertshausen), Ampertshausen (Schweitenkirchen) | D-1-7535-0099 | Mittelalterliche und frühneuzeitliche Befunde |
| Aufham (Standort)                       | Gräber des frühen Mittelalters. | D-1-7535-0182 |                                               |

### Bodendenkmäler in der Gemarkung Dürnzhausen
| Lage                                    | Objekt | Akten-Nr.     | Bild           |
| --------------------------------------- | --- | ------------- | -------------- |
| Dürnzhausen Kirchberg 7 (Standort)      | Mittelalterliche und frühneuzeitliche Befunde im Bereich der Katholischen Pfarrkirche St. Georg in Dürnzhausen.                  | D-1-7435-0075 | weitere Bilder |
| Dürnzhausen Gundolfstraße 14 (Standort) | Mittelalterliche und frühneuzeitliche Befunde im Bereich der Katholischen Filialkirche St. Valentin und Martin in Gundelshausen. | D-1-7435-0080 | weitere Bilder |

### Bodendenkmäler in der Gemarkung Eberstetten
| Lage                                          | Objekt | Akten-Nr.     | Bild |
| --------------------------------------------- | --- | ------------- | ---- |
| Eberstetten Sankt-Margareten-Weg 1 (Standort) | Mittelalterliche und frühneuzeitliche Befunde im Bereich der Katholischen Filialkirche St. Margaretha in Frickendorf. Siehe auch: Mittelalter, neuzeit, Frickendorf (Schweitenkirchen) | D-1-7435-0001 |      |
| Eberstetten (Standort)                        | Siedlung vor- und frühgeschichtlicher Zeitstellung. | D-1-7435-0099 |      |
| Eberstetten (Standort)                        | Siedlung des Hochmittelalters. | D-1-7435-0165 |      |

### Bodendenkmäler in der Gemarkung Geisenhausen
| Lage                                       | Objekt | Akten-Nr.     | Bild                                          |
| ------------------------------------------ | --- | ------------- | --------------------------------------------- |
| Geisenhausen Holledaustraße 5 (Standort)   | Mittelalterliche und frühneuzeitliche Befunde im Bereich der Katholischen Pfarrkirche St. Emmeram in Geisenhausen. Siehe auch: Geisenhausen (Schweitenkirchen) | D-1-7435-0065 | weitere Bilder                                |
| Geisenhausen Sankt-Stefan-Weg 5 (Standort) | Mittelalterliche und frühneuzeitliche Befunde im Bereich der Katholischen Filialkirche St. Stephan in Preinerszell. Siehe auch: Preinerszell                   | D-1-7435-0067 | Mittelalterliche und frühneuzeitliche Befunde |
| Geisenhausen (Standort)                    | Siedlung vor- und frühgeschichtlicher Zeitstellung. | D-1-7435-0073 |                                               |

### Bodendenkmäler in der Gemarkung Schweitenkirchen
| Lage                                     | Objekt | Akten-Nr.     | Bild                                          |
| ---------------------------------------- | --- | ------------- | --------------------------------------------- |
| Schweitenkirchen (Standort)              | Grabhügel vorgeschichtlicher Zeitstellung. | D-1-7435-0002 |                                               |
| Schweitenkirchen (Standort)              | Mittelalterliche und frühneuzeitliche Befunde im Bereich der Katholischen Filialkirche St. Markus in Hirschhausen. Siehe auch: Hirschhausen (Schweitenkirchen) | D-1-7435-0093 |                                               |
| Schweitenkirchen Kirchenweg 1 (Standort) | Mittelalterliche und frühneuzeitliche Befunde im Bereich der Katholischen Pfarrkirche St. Johannes der Täufer in Schweitenkirchen und ihrer Vorgängerbauten.   | D-1-7435-0094 | Mittelalterliche und frühneuzeitliche Befunde |
| Schweitenkirchen (Standort)              | Mittelalterliche und frühneuzeitliche Befunde im Bereich der Katholischen Kuratiekirche St. Dionysius in Niederthann.                                          | D-1-7435-0100 | Mittelalterliche und frühneuzeitliche Befunde |
| Schweitenkirchen (Standort)              | Burgstall des Mittelalters. | D-1-7435-0169 |                                               |
| Schweitenkirchen (Standort)              | Verebnete Grabhügel vorgeschichtlicher Zeitstellung. | D-1-7535-0062 |                                               |

### Bodendenkmäler in der Gemarkung Sünzhausen
| Lage                             | Objekt | Akten-Nr.     | Bild           |
| -------------------------------- | --- | ------------- | -------------- |
| Sünzhausen Pfarrweg 1 (Standort) | Mittelalterliche und frühneuzeitliche Befunde im Bereich der Katholischen Kuratiekirche St. Koloman in Sünzhausen. Siehe auch: Sünzhausen (Schweitenkirchen)                                          | D-1-7435-0086 | weitere Bilder |
| Sünzhausen (Standort)            | Siedlung vor- und frühgeschichtlicher Zeitstellung. | D-1-7435-0089 |                |
| Sünzhausen (Standort)            | Mittelalterliche und frühneuzeitliche Befunde im Bereich der Katholischen Filialkirche St. Ulrich in Holzhausen. Siehe auch: St. Ulrich (Holzhausen, Schweitenkirchen), Holzhausen (Schweitenkirchen) | D-1-7435-0104 | weitere Bilder |